# Benoît Rouquayrol

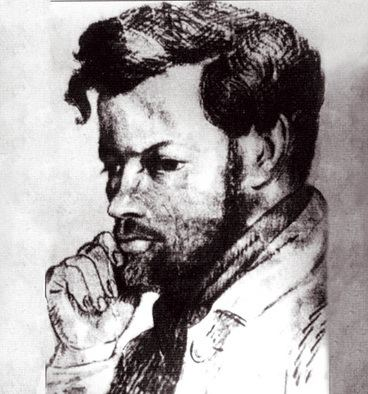
Benoît Rouquayrol

Benoît Rouquayrol (* 13. Juni 1826 in Espalion; † 14. November 1875 in Rodez) war ein französischer Bergbauingenieur, der zusammen mit dem französischen Marineoffizier Auguste Denayrouze und dessen Bruder Louis den Vorläufer des modernen Pressluft-Tauchgeräts entwickelte.

## Leben
Nach dem Besuch des Gymnasiums in Rodez und dem Collège d’Espalion schrieb sich Rouquayrol 1848 an der Fachschule für Bergbau in Saint-Étienne ein. Die Bergwerks- und Eisengießereigesellschaft seines Heimatdépartements Aveyron stellte ihn nach seinem Abschluss als Bergwerksingenieur ein. Einige Jahre arbeitete er in einem Bergbau- und Hochofenbetrieb der Gesellschaft, ehe er dort 1865 Betriebsdirektor wurde. Er starb 49-jährig an Grippe, nachdem er bereits vorher gesundheitlich stark angegriffen war.
Durch seine Tätigkeit im Bergwesen kannte Rouquayrol aus eigener Erfahrung die besonderen Gefahren für die Bergleute, die aus der Ansammlung nicht-atembarer Gase in den Stollen resultieren und sann auf Abhilfe. Hierzu entwickelte er 1860 ein Atemgerät mit membrangesteuerten Atemreglern, das es seinem Träger ermöglichte, in diese Bereiche vorzudringen und verunglückte Bergleute zu retten. Für diese Erfindung erhielt er 1863 auf einer regionalen Fachausstellung eine Goldmedaille für besondere Verdienste um das Bergwesen. 1865 wurde der Apparat patentiert.
In Zusammenarbeit mit Auguste und Louis Denayrouze entstand aus dem Atemschutzgerät ein Tauchgerät, das zunächst von der französischen Marine und später weltweit eingesetzt und unter dem Namen Rouquayrol-Denayrouze bekannt wurde.
Der französische Schriftsteller Jules Verne setzte diesem Gerät in seinem Roman 20.000 Meilen unter dem Meer ein literarisches Denkmal. Das Musée du Scaphandre in Espalion erinnert an das Wirken Rouquayrols.
| Personendaten    | Personendaten                               |
| ---------------- | ------------------------------------------- |
| NAME             | Rouquayrol, Benoît                          |
| KURZBESCHREIBUNG | französischer Bergbauingenieur und Erfinder |
| GEBURTSDATUM     | 13. Juni 1826                               |
| GEBURTSORT       | Espalion, Département Aveyron, Frankreich   |
| STERBEDATUM      | 14. November 1875                           |
| STERBEORT        | Rodez, Département Aveyron, Frankreich      |